# تپه امام‌داشی
تپه امام داشی در استان قزوین، شهرستان آوج، بخش آبگرم، روستای عباس‌آباد سیف واقع شده و این اثر در تاریخ ۵ آذر ۱۳۸۰ با شمارهٔ ثبت ۴۴۱۴ به‌عنوان یکی از آثار ملی ایران به ثبت رسیده است.